# Hét nővér (Moszkva)
A Hét nővér (oroszul: семь сестёр / szem szesztyor) elnevezés azokra a monumentális moszkvai felhőkarcolókra vonatkozik, melyeket a Szovjetunió ideje alatt, sztálini stílusban építettek. Nevezik még őket viszotkinak vagy sztalinszkije viszotkinak (Сталинские высотки; „Sztálin magas épületei”) is. Nagy részük 1947 és 1953 között épült, bár némelyikük befejezése jóval tovább eltartott. Sokféle építészeti stílus keveredik bennük az orosz barokktól a gótikáig, de az amerikai felhőkarcolók épületgépészeti jellemzőivel is bírnak.
A Hét nővér a következő: a Hotel Ukrajna, a Kotyelnyicseszkaja rakparti lakóház, a Kudrinszkaja téri épület, a Leningradszkaja Szálloda, az Orosz Külügyminisztérium épülete, a Moszkvai Állami Egyetem főépülete és a Vörös kapuk téri magasépület.
Más korábbi kommunista országokban is épültek hasonló monstrumok, de a Hét nővér méreteihez fogható nagyságú, szovjet kori épület csak egy van: a varsói Kultúra és Tudomány Palotája.

## Története
Az első nagyszabású felhőkarcoló, a Szovjetek palotája építését félbeszakította az 1941-es német támadás, így az elkészült acélszerkezetet felhasználták Moszkva védelmének megerősítéséhez, a monstrum pedig sohasem épült meg. Borisz Iofan építész 1947 és 1956 között hat tervet készített a helyére, illetve a Veréb-hegyre, de mindet elutasították. Sztálin úgy vélte, Moszkvának nem szabad elmaradnia a kapitalista nagyvárosok mögött, a külföldieknek itt is látniuk kell felhőkarcolókat, de a korábbi monstrum-tervek helyett inkább elfogadható méretű épületek tervezését irányozta elő. Az építészek kiválasztása és a tervezés folyamata titokban zajlott, az idősebb építészek (Scsuszev, Zsoltovszkij) helyett fiatalabb szakemberek kapták a munkát, akik közül a legfiatalabb Mihail Posokin volt (37), a legidősebb pedig Vlagyimir Gelfrejh (62). Az első projekt a Moszkvai Állami Egyetem épülete volt a Veréb-hegyen, melyet Lev Rudnyev kapott.
Az épületek mindegyike túltervezett, acélszerkezetes, betonalapokon nyugvó építmény, melyek magasságát nem a tervezés szándékossága, hanem a tapasztalat és a technológia ismeretének hiánya korlátozta – jóval nehezebbek voltak ugyanis az amerikai felhőkarcolóknál.

### Építészeti minták

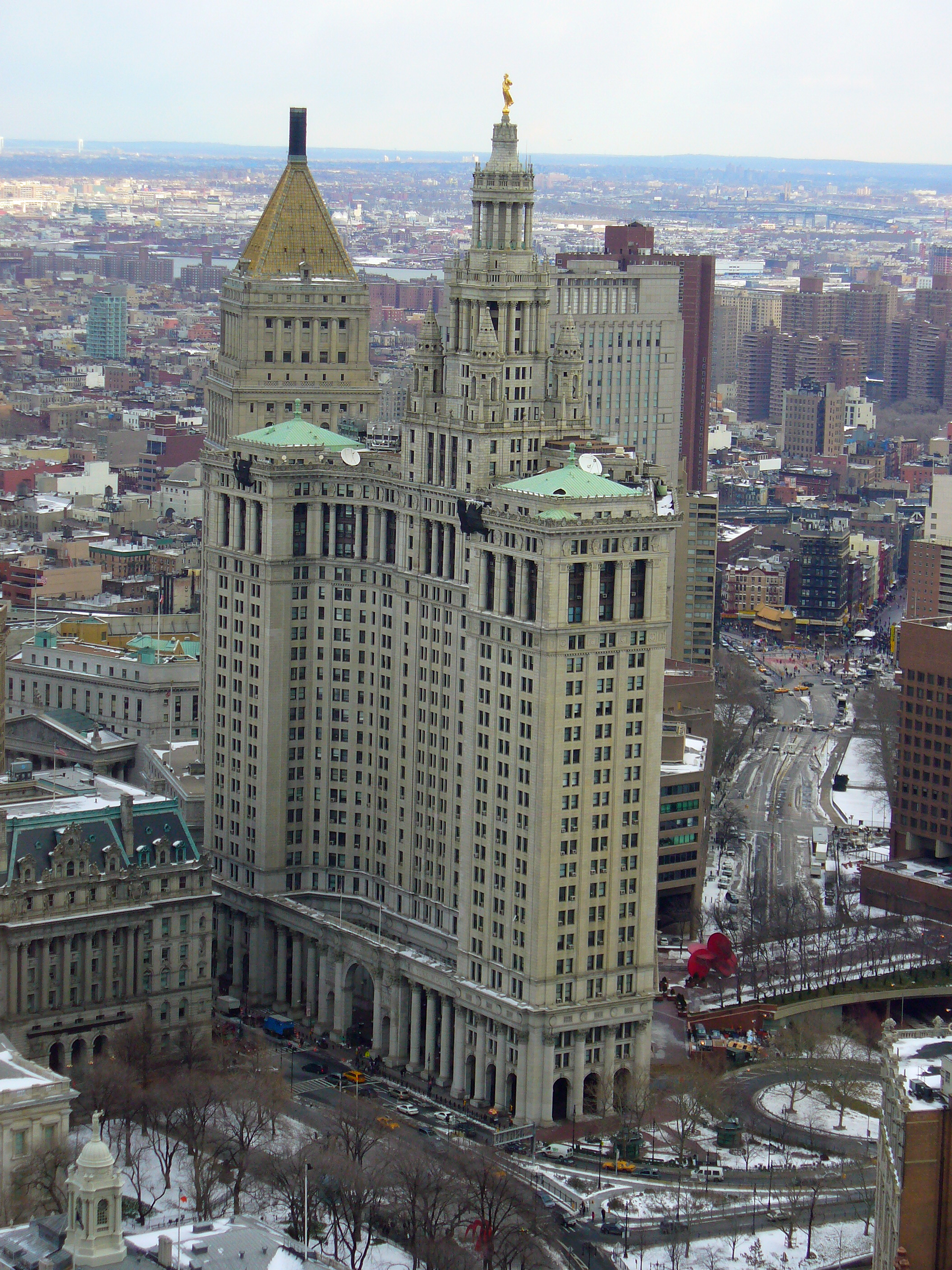
A Manhattani Városháza épülete (1915) New Yorkban
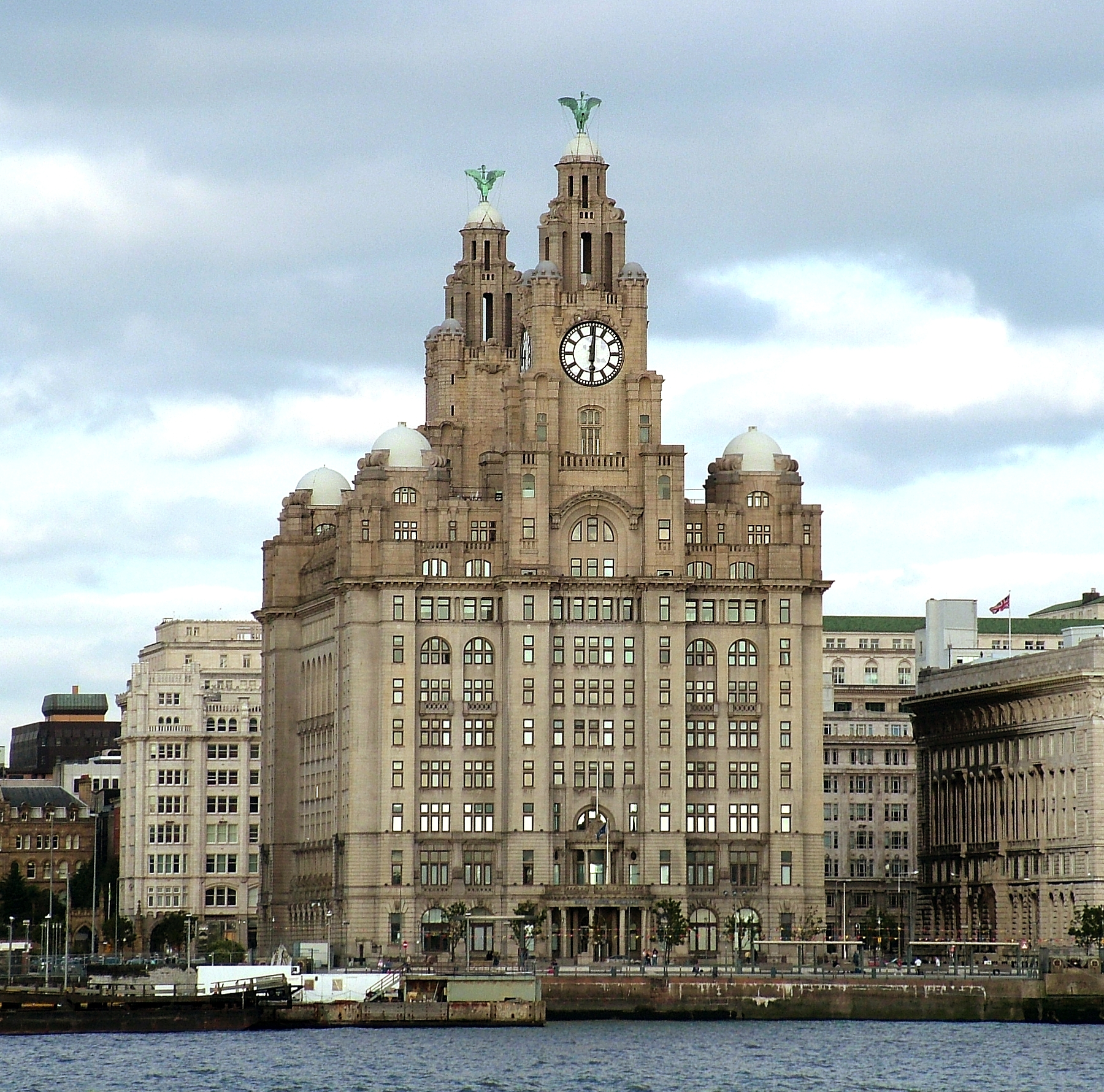
Royal Liver Building, Liverpool (1911)

## A nővérek

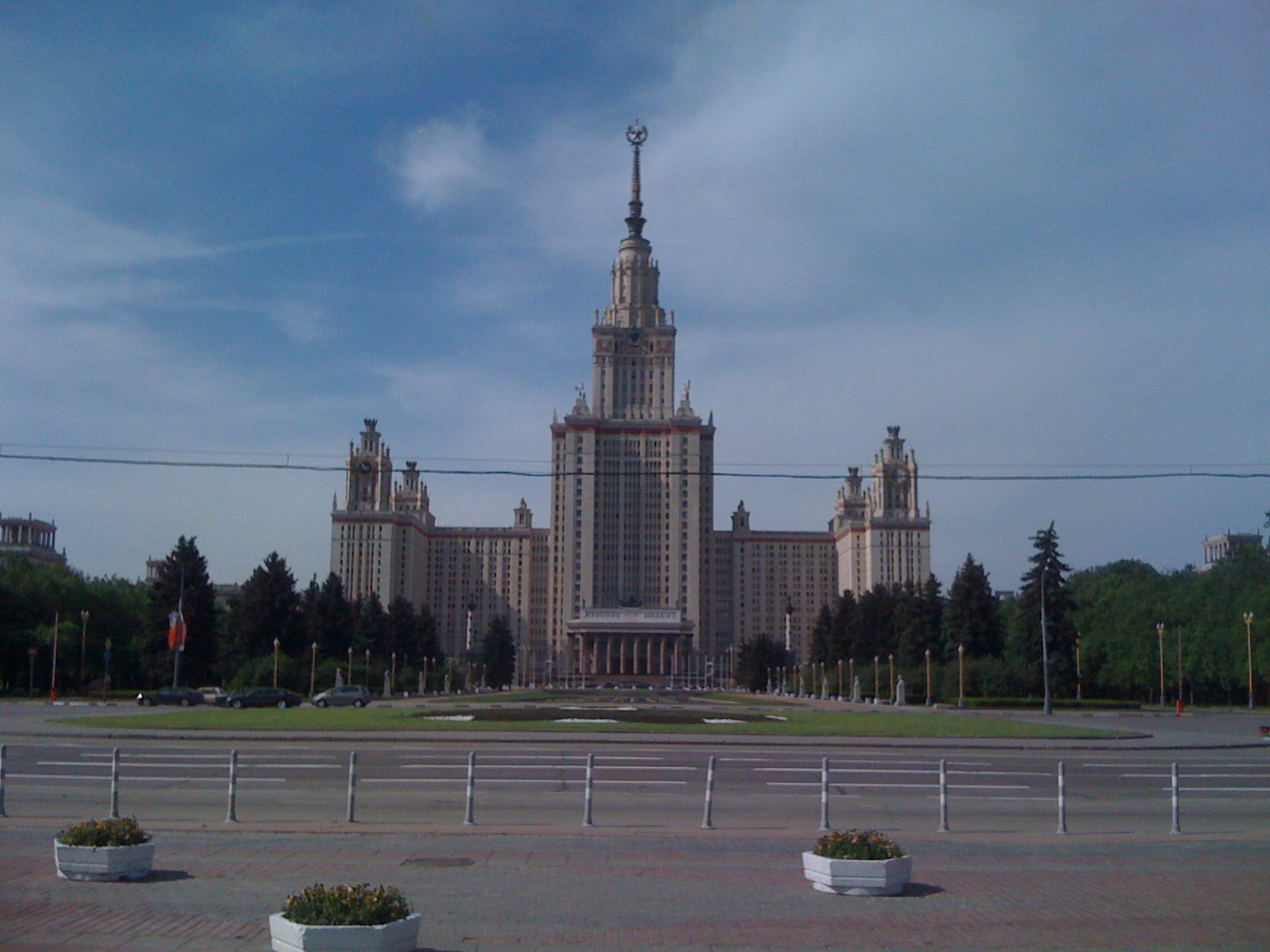
A Moszkvai Állami Egyetem főépülete

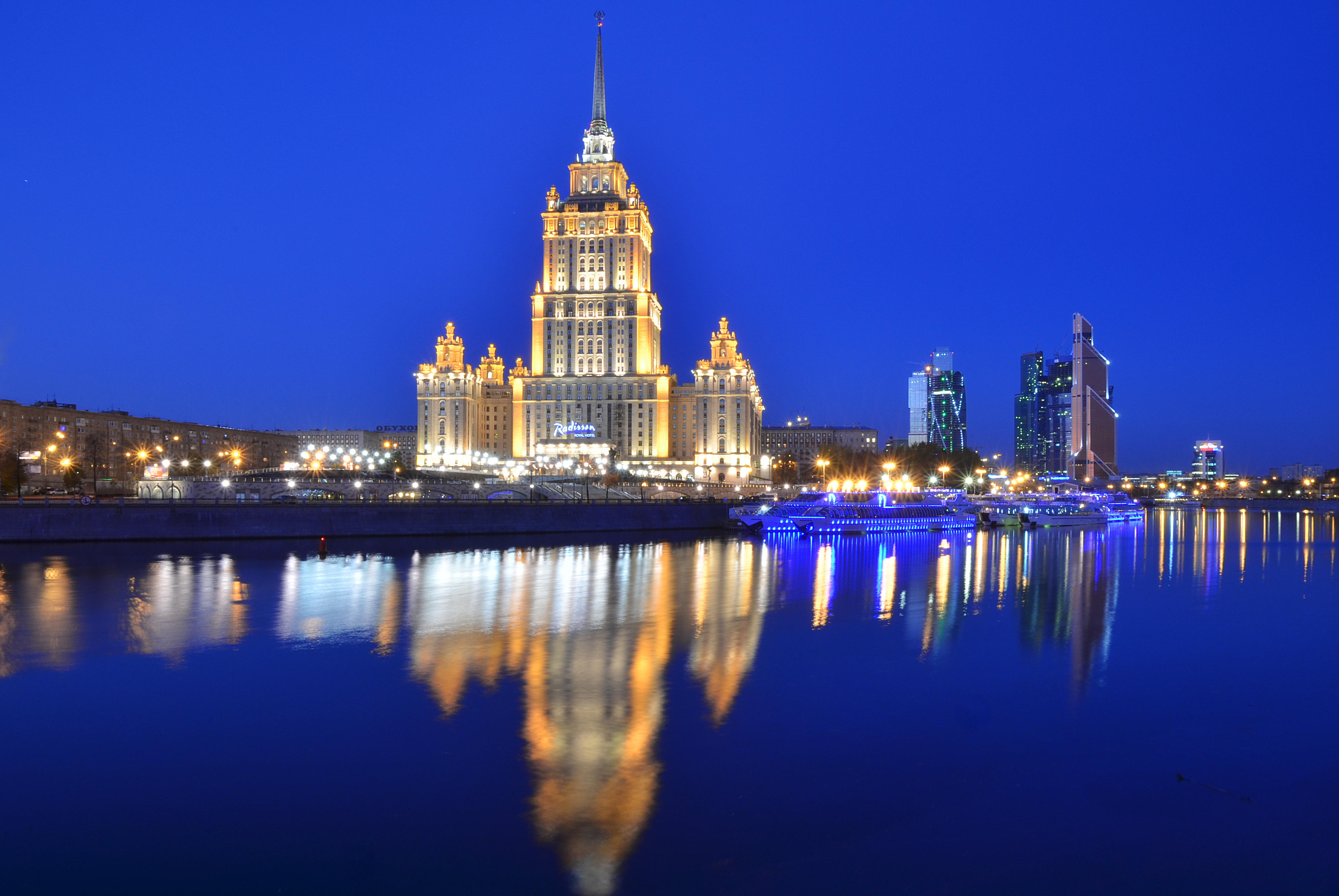
Az Ukrajna Szálló

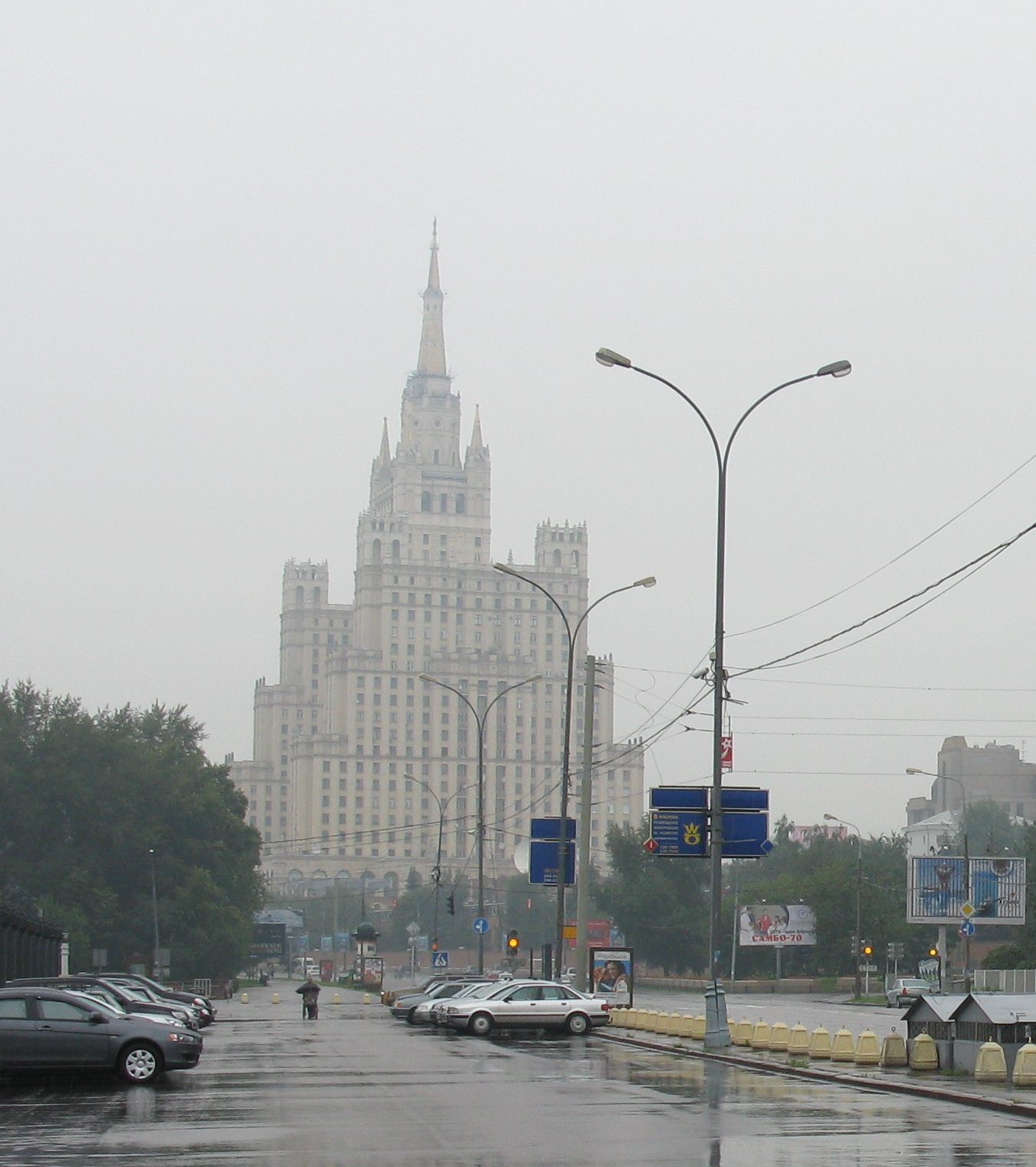
A Kudrinszkaja téri épület

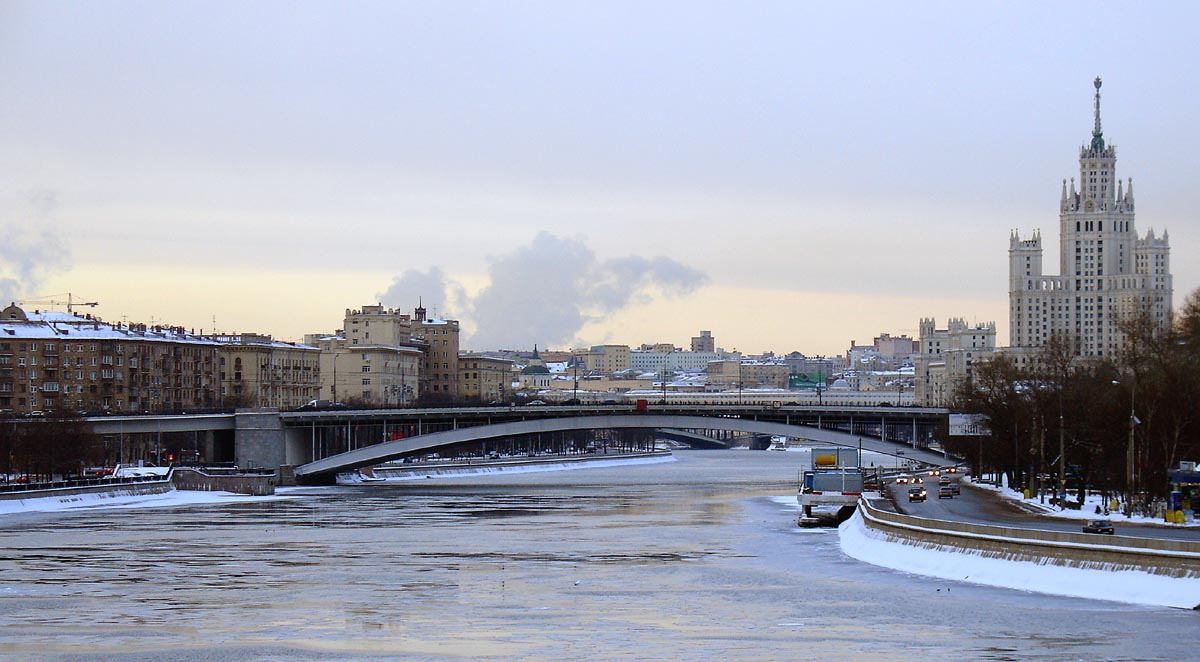
A Kotyelnyicseszkaja rakparti lakóház (jobbra)

Az épületek a napjainkban használt nevükön, abban a sorrendben szerepelnek, ahogy az 1949-es Sztálin-díj kiosztásakor.

### Moszkvai Állami Egyetem
Az egyetem tervrajzának elkészítését eredetileg Borisz Iofanra bízták, ám ő a Veréb-hegy lábához helyezte volna, ami földcsuszamlás veszélyét hordozta, így őt leváltották, és az akkor 53 éves Lev Rudnyev tervezhette meg az épületet. Az építkezésen gulag-rabok dolgoztak, számuk elérte a 14 290-et. Az építkezés során a munkásokat a 24. és 25. szinten szállásolták el, hogy így csökkentsék az ellátásuk és őrzésük költségeit. Az épületet 1953. szeptember 1-jén nyitották meg. Magassága 240 méter, 1,6 km²-en terül el, 36 emeletes. Elkészültekor a világ hetedik legmagasabb épülete volt, és az első, ami nem New Yorkban épült. 1988-ig Európa legmagasabb épületének számított, de ma is a világ legmagasabb oktatási célú épülete.

### Zarjagyjei kormányzati épület (nem készült el)
1934-ben Nehézipari Bizottság versenyt kezdeményezett egy új épület tervezésére, melyet a Vörös térre képzeltek el, a GUM áruház helyére, ám végül a versenyt mégsem indították el, így a GUM ma is áll.
1947-ben a közeli Zarjagyje kerületben megkezdődött a telek megtisztítása egy 32 emeletes, 275 méter magas torony építésére. A tornyot Dmitrij Csecsulin tervezte, de az alapok megépítése után a projektet visszavonták, az elkészült alapokra pedig a Rosszija Hotelt építették, mely egészen 2006-ig állt itt. Az elbontott szálloda helyére szórakoztató központot terveznek.

### Ukrajna Szálló
A Kutuzov sugárúton, a Moszkva folyó partján található ötcsillagos Ukrajna Szállót Arkagyij Mordvinov és Vjacseszlav Oltarzsevszkij tervezte. A 34 emeletes szálloda 206 méter magas, a csúcsorom 73 méteres, az épület 101000 m²-en terül el, 1953 és 1957 között épült, 1957. május 25-én adták át. 2005-ben felújították a homlokzatot, 2007-ben pedig megkezdődött az épület teljes renoválása és modernizálása is.

### A Külügyminisztérium épülete
A 27 emeletes, 172 méter magas épületet 1948 és 1953 között építették, Vlagyimir Gelfreikh és Mihail Minkusz tervezte. Jelenleg  Oroszország Külügy- és Kereskedelmi minisztériumainak ad helyet. Az épületet kőből készült pilaszterek díszítik,  neogótikus hatások érvényesülnek. A belső tereket kővel és fémmel borították. A csúcsorom nem szerepelt az eredeti tervekben, ezt az építkezés során, feltehetően Sztálin parancsára adták az épülethez, hogy hasonlítson a többi nővérhez.

### Hilton Moscow Leningradskaya
A Komszomolszkaja téren álló hotel eredeti neve Leningradszkaja Szálloda volt, 136 méter magas, 26 emeletes (ebből 19 lakható), Leonyid Poljakov tervezte. Az épület rossz kihasználtságú, Hruscsov 1955-ös, a költekezés visszafogásáról szóló rendelete szerint a hotel 354 szobájának árából 1000 másik szobát lehetett volna építeni, hogy csupán a rendelkezésre álló hely 22%-a használható, és az egy főre eső költségek 50%-kal magasabbak, mint a Hotel Moszkvában. A szállodát teljesen felújítva 2008-ban nyitották meg újra Hilton Moscow Leningradskaya néven.

### Kotyelnyicseszkaja rakparti lakóház
A 176 méter magas, 32 emeletes épületet Dmitrij Csecsulin tervezte, a Moszkva folyó partján található. Az 1952-ben befejezett épületnek csupán 22 szintje használható, és egy korábban (1940-ben) épült kilencemeletes lakóházat is magába foglal. Az elsődleges tervek szerint elit lakások lettek volna itt, ám nem sokkal a megépítése után átalakították társbérleti lakóközösséggé (kommunalka).

### Kudrinszkaja téri épület
Az épületet Mihail Posokin tervezte, 160 méter magas, 22 emeletes (ebből 17 használható). Az 1954-ben elkészült épület csúcsa 30 méteres, és egy ötágú csillag található a tetején.

### Vörös kapuk téri magasépület
Az épületet a moszkvai metró tervezőjeként hírnevet szerzett Alekszej Duskin tervezte, 1953-ban készült el. A torony 24 emeletes, 133 méter magas, ehhez csatlakoznak egyenként 11–15 emeletes tömbök, melyekben összesen 300 lakás található. Az épület közvetlen összeköttetésben van a Krasznije Vorota (Vörös kapuk) metróállomással.

## Hasonló épületek Moszkván kívül

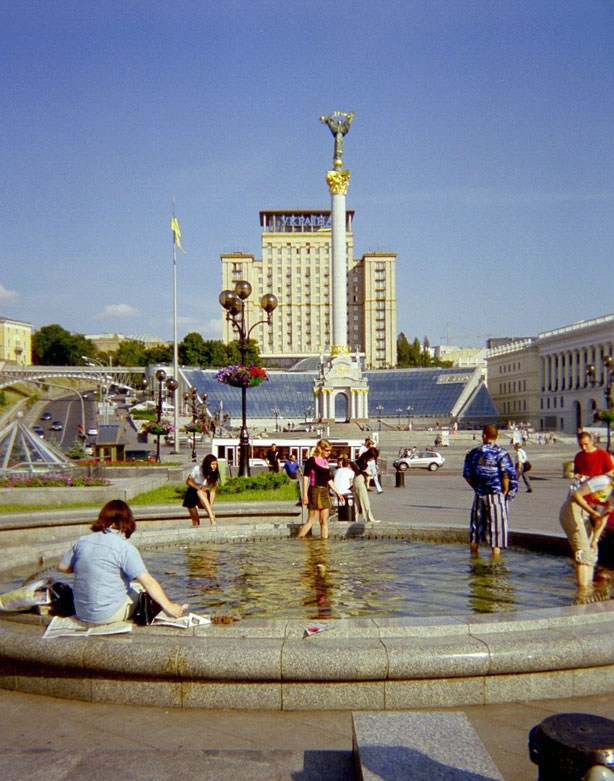
A kijevi Hotel Ukrajina ma

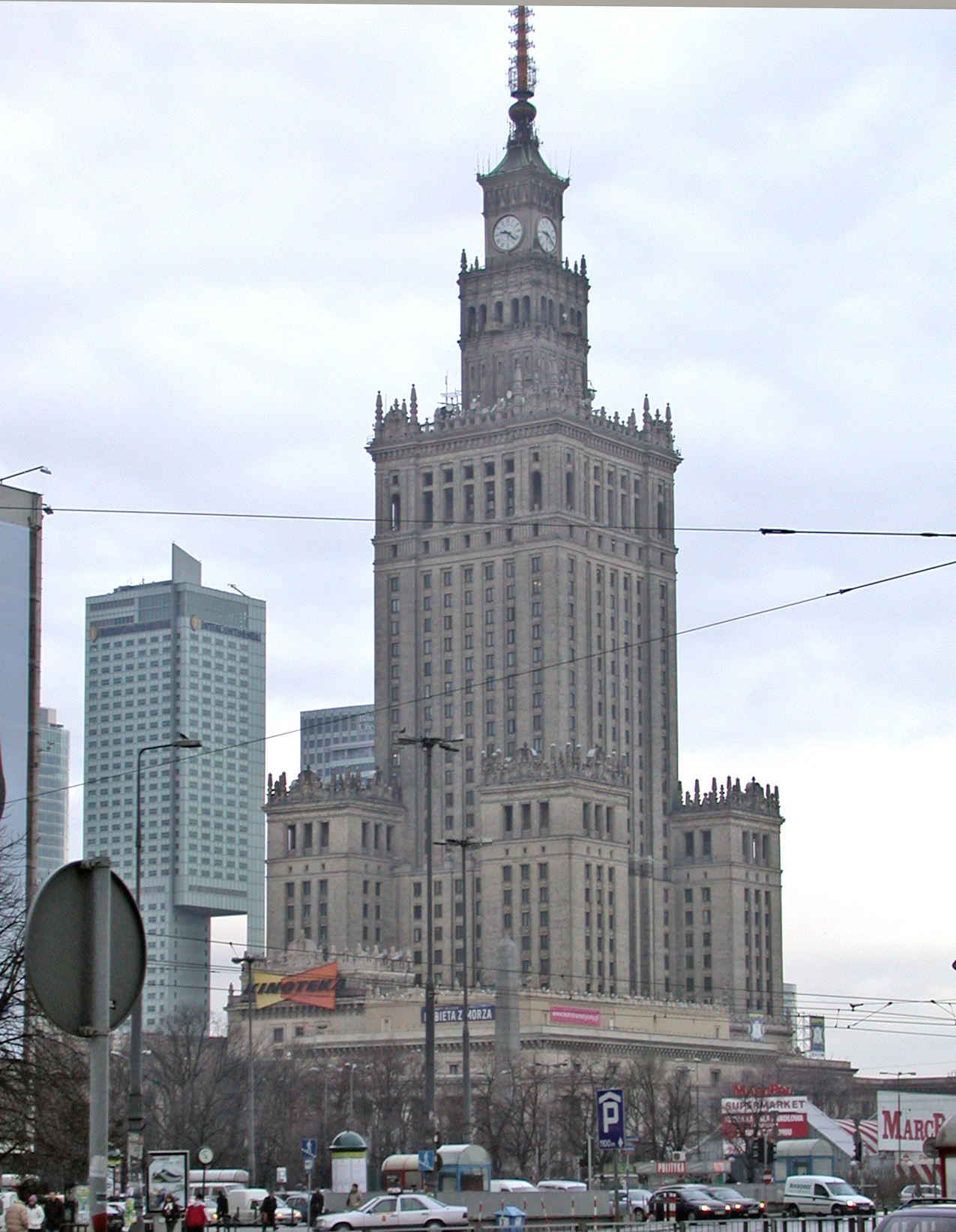
A varsói Kultúra és Tudomány Palotája

Bár sok korábbi szovjet államban, illetve korábban a  szocialista blokkba tartozó országban találhatóak sztálini tornyok, mindössze három olyan létezik, melyet össze lehet hasonlítani a moszkvai nővérekkel.

### Hotel Ukrajina, Kijev
A terveket Anatolij Dobrovolszkij készítette el 1954-ben, az épületet 1961-ben fejezték be, 14 emeletes. A Ginsburg-épület helyére építették

### Kultúra és Tudomány Palotája, Varsó
A szovjet-lengyel barátság „megpecsételésére” készítették el a terveket, az épületet Lev Rudnyev tervezte, 1952 és 1955 között 7000 munkás építette fel. 231 méter magas, 43 emeletes. A díszítés a lengyel építészet motívumait utánozza, ami miatt a varsóiak az „elefánt csipkés alsóneműben” gúnynevet ragasztották rá. Amikor elkészült, Közép-Európa legmagasabb épülete volt, de ma is az egyik legmagasabbnak számít. 2000. december 31-én a torony mind a négy oldalára hat-hat méter átmérőjű óra került, ezzel a világ második legmagasabb óratornya lett a tokiói NTT DoCoMo Yoyogi épület tornya után. A 30. emeleten egy kilátó is található.

### Lett Tudományos Akadémia,Riga
A 108 méter magas, 21 emeletes épületet 1955-ben fejezték be, tervezője ugyancsak Rudnyev volt. Stílusában nagyon hasonlít a varsói Kultúra és Tudomány Palotájára, de kisebb méretű. Ez volt az első szovjet felhőkarcoló, melyet újfajta vasbeton technológiával építettek. Sokáig Lettország legmagasabb épülete volt.

## Fordítás
- Ez a szócikk részben vagy egészben  a   Seven Sisters (Moscow) című angol Wikipédia-szócikk fordításán alapul.  Az eredeti cikk szerkesztőit annak laptörténete sorolja fel. Ez a jelzés csupán a megfogalmazás eredetét és a szerzői jogokat jelzi, nem szolgál a cikkben szereplő információk forrásmegjelöléseként.